# مارك رينولدز (لاعب كرة قاعدة)
مارك رينولدز (بالإنجليزية: Mark Reynolds)‏ هو لاعب كرة قاعدة أمريكي، ولد في 3 أغسطس عام 1983، في بايكسفيل في الولايات المتحدة.

## وصلات خارجية
- مارك رينولدز على موقع دوري كرة القاعدة الرئيسي (الإنجليزية)
- مارك رينولدز على موقعبيزبول رفرنس.كوم (الدوري الرئيسي) (الإنجليزية)
- مارك رينولدز على موقعبيزبول رفرنس.كوم (الدوري الثانوي) (الإنجليزية)
- مارك رينولدز على موقع إي إس بي إن.كوم (أم.أل.بي) (الإنجليزية)
- مارك رينولدز على موقع مشجعي الرسوم البيانية (الإنجليزية)